# Proti projevům nenávisti
Proti projevům nenávisti je česká lidskoprávní iniciativa, která vznikla v roce 2013 a od té doby vede kampaň proti xenofobii, rasismu, homofobii a ostatním druhům diskriminace především na sociálních sítích. Také se se věnuje vyvracení hoaxů. Odpůrci iniciativy je nazývána díky kladnému vztahu k migraci za sluníčkářskou.

## Projekt
Iniciativu založil v roce 2013 Jan Cemper. Od té doby vytváří kampaň proti xenofobii, rasismu, homofobii a ostatním druhům diskriminace především na sociálních sítích. Svolává také řadu demonstrací na podporu uprchlíků, přičemž té největší „Tahle Země patří všem“ se 17. listopadu 2015 účastnilo asi dva tisíce lidí. Prezident Miloš Zeman pak akci zmínil ve Vánočním poselství, kdy si spletl název akce a řekl, že organizátoři chystali transparent „Tahle země není naše“. To aktivisty rozzlobilo a Jan Cemper podal na prezidenta žalobu, následkem podání žaloby čelil desítkám výhrůžek. Členové iniciativy se také zapojili do oslav 17. listopadu 2016. Před akcí jim magistrát zakázal průvod z Pražského hradu na Václavské náměstí, aktivisté se proto obrátili na soud, který zákaz zrušil. Členové iniciativy se také účastní diskuzních pořadů v televizi. Například v roce 2016 se v televizním pořadu Máte slovo se dostal do konfliktu s kandidátkou na prezidenta Janou Yngland Hruškovou zástupce projektu Martin Schwarz. Na jeho dotaz, odkud bere zdroje informací odpověděla „Ňuňuňuňuňu, podívejte se na něho, mladej. Odkudpak přišel. Odkudpak si myslíte, že já to vím? Ze zdrojů. Normálních zdrojů, které když budete mít známé v Německu, tak se to dozvíte.“ Ve studiu se rázem ozval smích, ale i nesouhlasné výkřiky. V roce 2017 se iniciativa angažovala v kauze napadení muslimky u koupaliště Divoká Šárka v Praze, kdy zveřejnila popis situace.